# جوزيف كاليخا
جوزيف كاليخا (بالإنجليزية: Joseph Calleja)‏  (و. 1978  م) هو مغني أوبرا، وموسيقي مالطي، ولد في عطار.

## وصلات خارجية
- جوزيف كاليخا على موقع IMDb (الإنجليزية)
- جوزيف كاليخا على موقع ميوزك برينز (الإنجليزية)
- جوزيف كاليخا على موقع أول ميوزيك (الإنجليزية)
- جوزيف كاليخا على موقع ديسكوغز (الإنجليزية)
- جوزيف كاليخا على موقع قاعدة بيانات الفيلم (الإنجليزية)

- جوزيف كاليخا في قاعدة بيانات الأفلام على الإنترنت